# مسيرة من أجل غزة
مسيرة غزة، التي أقيمت في 12 أبريل 2025 في دكا، بنغلاديش، كانت مظاهرة واسعة النطاق مؤيدة لفلسطين تم تنظيمها لإظهار التضامن مع شعب قطاع غزة في ظل الحرب الدائرة في غزة. أقيمت المظاهرة في سهروردي أوديان واستقطبت مجموعة متنوعة من المشاركين، بما في ذلك الزعماء السياسيين والعلماء الإسلاميين والناشطين الاجتماعيين وأفراد من عامة الناس. وطالب المتظاهرون بإنهاء العمليات العسكرية الإسرائيلية في قطاع غزة وحثوا المجتمع الإسلامي العالمي على قطع العلاقات الدبلوماسية والاقتصادية مع إسرائيل. وقد كانت هذه أكبر احتجاج مؤيد لفلسطين في تاريخ بنغلاديش.

## رالي

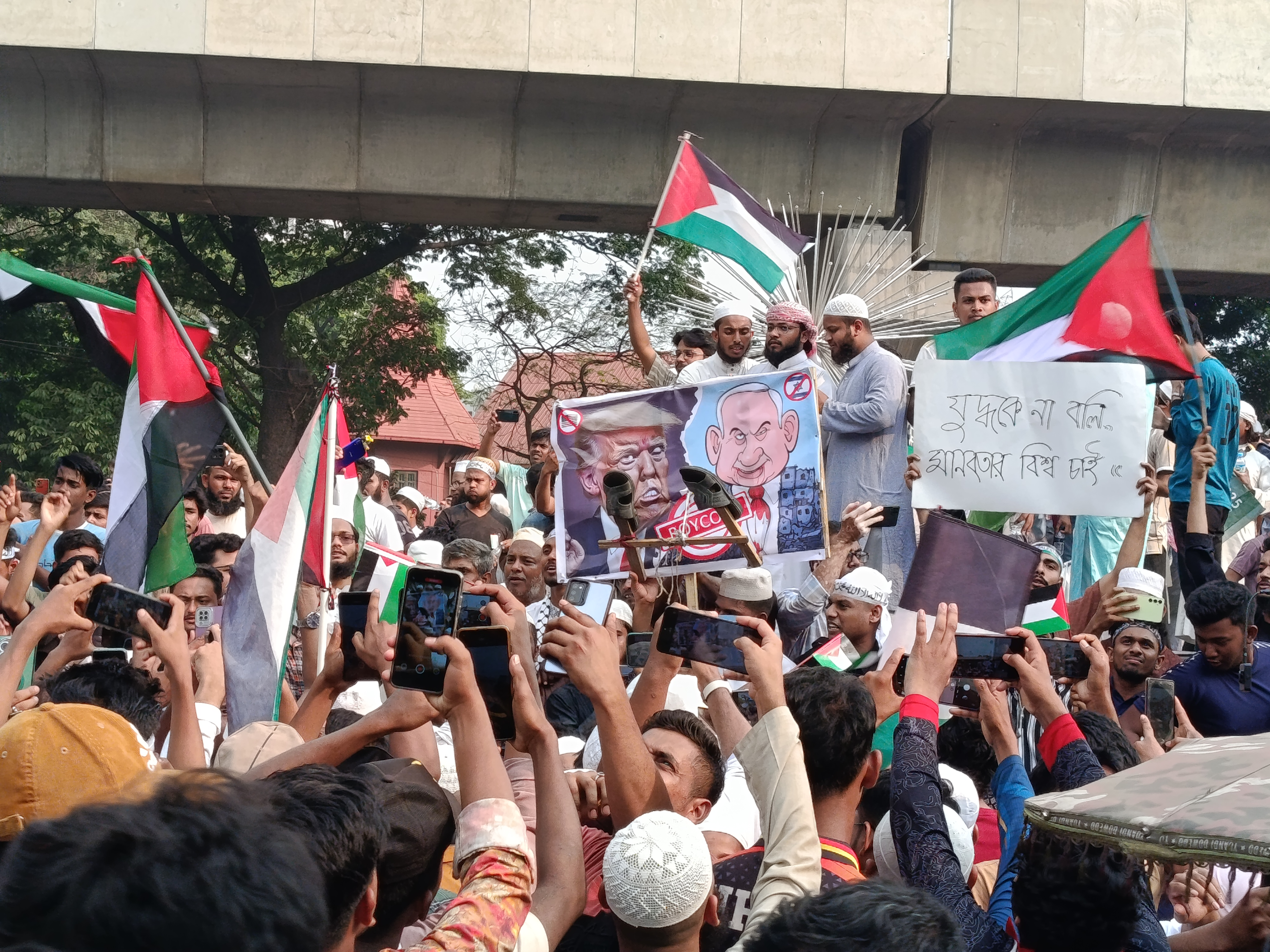
وضرب الحضور صورا كاريكاتورية لدونالد ترامب وبنيامين نتنياهو بالأحذية

تم تنظيم هذا الحدث من قبل حركة التضامن مع فلسطين، وهي منصة إسلامية مؤيدة لفلسطين في بنغلاديش. وترأس الحفل محمد عبد الملك خطيب مسجد بيت المكرم الوطني. انضم الآلاف من الناس إلى المظاهرة في سهروردي أوديان، مع وصول العديد منهم في مواكب من جميع أنحاء العاصمة.
تميزت الاحتجاجات بمظاهرات سلمية، تضمنت عروضًا رمزية مثل التوابيت الساخرة والخطابات العاطفية. وحمل المتظاهرون توابيت رمزية وتماثيل تمثل الضحايا المدنيين، معبرين عن الحزن والمقاومة. وهاجم الكثير منهم صور الرئيس الأمريكي دونالد ترامب، ورئيس الوزراء الإسرائيلي بنيامين نتنياهو، ورئيس الوزراء الهندي ناريندرا مودي، متهمين إياهم بدعم إسرائيل وأفعالها. إلا أن قوات الأمن لم تسمح بذلك وصادرت رايات سوداء أو قبعات أو لافتات مشابهة لداعش والجماعات المسلحة الأخرى.
وانضم لاعبو المنتخب الوطني للكريكيت، ومن بينهم محمود الله رياض ومهدي حسن ميراز، إلى الاحتجاج. كما شارك علماء الإسلام مثل الشيخ أحمد الله وميزان الرحمن الأزهري. أعربت الأحزاب السياسية بما في ذلك الحزب القومي البنجلاديشي (BNP)، وحزب المواطن الوطني (NCP)، وحزب أمار بنجلاديش (ABP)، وحفظة الإسلام، والجماعة الإسلامية عن تضامنها من خلال حضورها. وتضمن الحدث كلمات من شخصيات سياسية ودينية بارزة.

## التصريحات

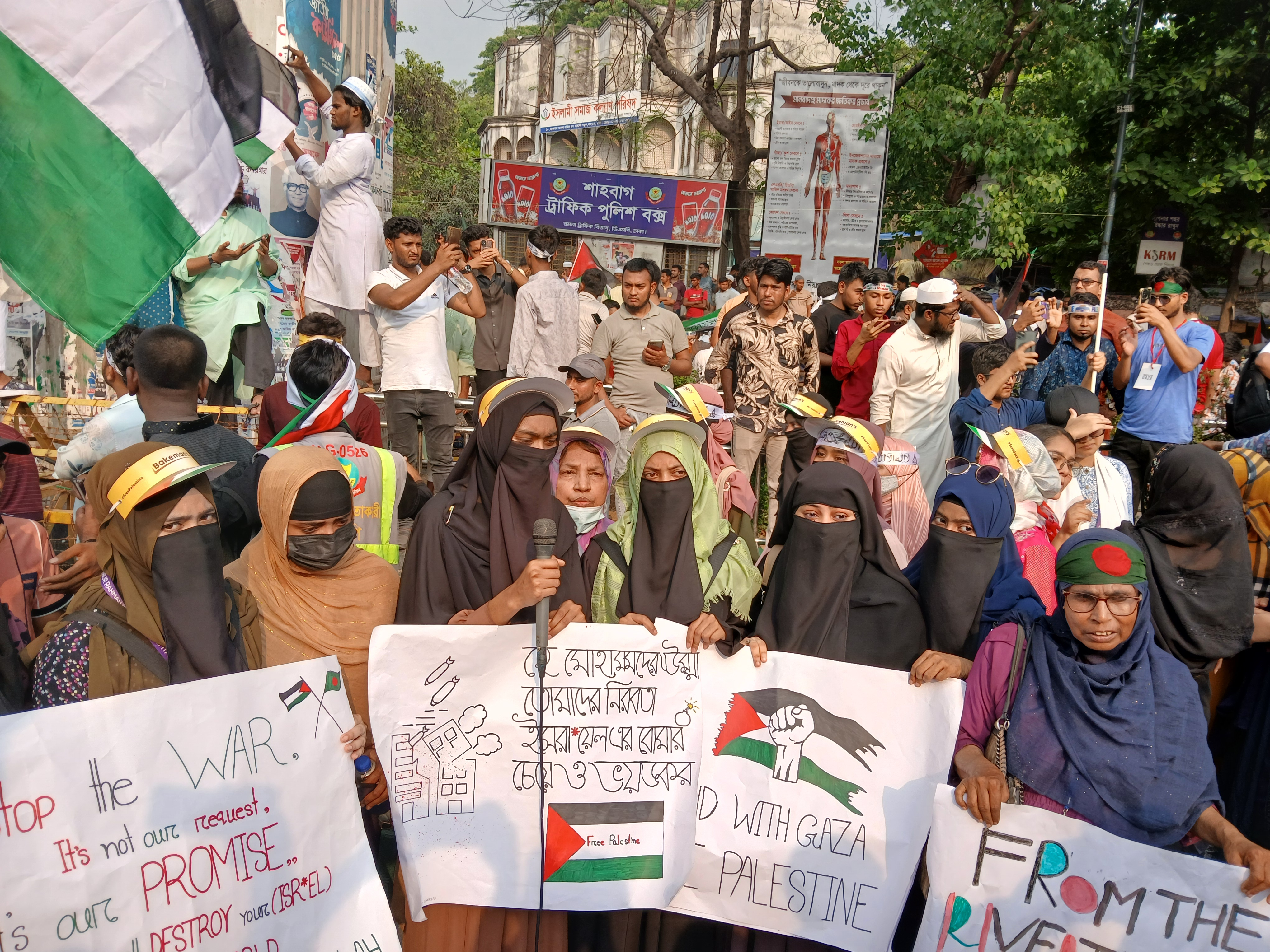
الحضور الإناث يسيرون إلى الحدث

محمود الرحمن، محرر صحيفة أمار ديش، قرأ الإعلان الرسمي من على المنصة. وتضمنت الوثيقة أربعة مطالب وقراءة التعهدات. وكانت المطالب الأولى موجهة إلى الأمم المتحدة والمجتمع الدولي، الذي صرح بأن -
1. يجب ضمان محاكمة مرتكبي الإبادة الجماعية الصهيونية الإسرائيلية في محكمة العدل الدولية ؛
2. لا ينبغي أن يتم وقف إطلاق النار، بل ينبغي اتخاذ خطوات فعالة ومنسقة لوقف الإبادة الجماعية؛
3. يجب أن يتم إيجاد التزام بإعادة الأراضي التي كانت موجودة قبل عام 1967 ؛
4. يجب الاعتراف الدولي بالقدس الشرقية عاصمة للدولة الفلسطينية ؛
5. ويجب أن يكون الطريق مفتوحا أمام الفلسطينيين لتحقيق تقرير المصير والأمن وسيادة الدولة.

أما المطالب الثانية فكانت موجهة إلى زعماء الأمة الإسلامية، والتي نصت على أن -
1. يجب قطع كافة العلاقات الاقتصادية والعسكرية والدبلوماسية مع إسرائيل على الفور؛
2. يجب فرض الحصار التجاري والعقوبات على الدولة الصهيونية؛
3. علينا أن نقف بكل قوة لدعم الشعب المضطهد في غزة؛
4. ويجب علينا أن نطلق حملة دبلوماسية نشطة لعزل إسرائيل على المستوى الدولي؛
5. يجب على منظمة التعاون الإسلامي والدول الإسلامية أن تتخذ احتجاجا قويا وموقفا دبلوماسيا فعالا ضد العدوان الحكومي على حقوق المسلمين في الهند حليفة الصهاينة، وخاصة قانون تعديل الوقف.

المطالب الثالثة موجهة إلى حكومة بنغلاديش، حيث تنص المطالب على ما يلي:
1. إعادة وضع شرط استثناء إسرائيل في جوازات السفر البنجلاديشية، والتصريح بشكل واضح بموقفنا من عدم الاعتراف بها كدولة؛
2. يجب إلغاء كافة الاتفاقيات مع المؤسسات الإسرائيلية التي تم توقيعها مع الحكومة؛
3. ويجب اتخاذ إجراءات فعالة لإرسال الإغاثة والمساعدات الطبية إلى غزة من قبل الدولة؛
4. يجب إصدار أوامر لكافة المؤسسات الحكومية وسياسات الاستيراد بمقاطعة منتجات الشركات الصهيونية؛
5. يجب على الدولة أن تحتج على الاضطهاد المستمر للمسلمين وغيرهم من الأقليات في ظل حكومة الهندوتفا في الهند، وهي حليفة للصهاينة؛
6. يجب أن تتضمن الكتب المدرسية والسياسات التعليمية تاريخ نضال الأقصى وفلسطين والمسلمين، حتى يتم تربية الأجيال القادمة على الهوية الإسلامية.

إن المطالب النهائية، والتي يشير إليها محمود الرحمن بـ"لأنفسنا"، هي في الأساس تعهد:
سنقاطع كل منتج وشركة وقوة تدعم احتلال إسرائيل؛ وسنُعِدّ مجتمعنا لإنتاج أمثال نور الدين وصلاح الدين الذين سيُعيدون منبر بيت المقدس. سنُربي أبناءنا على الاستعداد للتضحية بأرواحهم وممتلكاتهم من أجل حماية مبادئهم وأرضهم؛ ولن نتفرق، لأننا نعلم أنه لا يمكن احتلال شعبٍ موحَّد، وأن الشعب المنقسم هو أول من يُحتل. سنظل متحدين حتى لا تصبح بنغلادش يومًا غزةً جديدة لمشروع هندوتفا. وسنبدأ من بيوتنا، تاركين بصمة هذا الالتزام في كل مكان — في اللغة، والتاريخ، والتعليم، والاقتصاد، والمجتمع.

## ردود الفعل
في 12 أبريل 2025، صرّح السفير الفلسطيني لدى بنغلاديش، يوسف رمضان، في تصريحٍ إعلاميٍّ بأنّ مسيرة غزة "ستُخلّد في التاريخ". وأضاف:
تواصل دكا إبهار العالم بإخلاصها الذي لا مثيل له. ما شهده العالم في الثاني عشر من أبريل سيُسجَّل في التاريخ كأحد أعظم مظاهر الدعم والتضامن مع الشعب الفلسطيني، يتردد صداه عبر الحدود ولأجيال قادمة.

## النتائج
في 13 أبريل 2025، أعادت وزارة الداخلية وضع عبارة "باستثناء إسرائيل" على جوازات السفر البنغلاديشية. 